# Brachymeria nigritegularis
Brachymeria nigritegularis är en stekelart som beskrevs av Joseph, Narendran och Joy 1972. Brachymeria nigritegularis ingår i släktet Brachymeria och familjen bredlårsteklar.
Artens utbredningsområde är Filippinerna. Inga underarter finns listade.